# Nova Aliança
Nova Aliança is een gemeente in de Braziliaanse deelstaat São Paulo. De gemeente telt 5.140 inwoners (schatting 2009).

## Aangrenzende gemeenten
De gemeente grenst aan Bady Bassitt, Jaci, José Bonifácio, Mendonça en Potirendaba.